# Valea Nerviei
Valea Nerviei este o pictură în ulei pe pânză din 1884 a pictorului francez Claude Monet și se află acum la Metropolitan Museum of Art din New York.

## Descriere
Valea Nerviei descrie munții de pe Riviera italiană, unde Monet a petrecut câteva luni în 1884.
Compoziția cuprinde trei benzi orizontale de culoare, o bandă albă superioară care prezintă munții acoperiți de zăpadă, o bandă verde care reprezintă poalele munților și prim planul bej, inferior, în care satul Camporosso se adăpostește la poalele de pe malurile râului Nervia.